# Хризостом (Зафирис)
Митрополи́т Хризосто́м (греч. Μητροπολίτης Χρυσόστομος в миру Гера́симос Зафи́рис, греч. Γεράσιμος Ζαφείρης; 1935, Арта — 7 ноября 2019, Афины) — епископ Элладской православной церкви, бывший митрополит Перистерийский (1978—2019).

## Биография
Родился в 1935 году в Арте, в Греции.
В 1960 году окончил Халкинскую богословскую школу, где был рукоположен в сан диакона, а позднее обучался во Франции и Германии и удостоен научных степеней Страсбургского и Афинского университетов.
2 февраля 1976 года был рукоположен в сан епископа и возведён в достоинство титулярного митрополита Гардикийского.
12 октября 1978 года был избран главой Перистерийской митрополии.
5 марта 2019 года был уволен на покой по состоянию здоровья. Скончался 7 ноября 2019 года в Афинах.